# Battle Command
Battle Command è un videogioco di simulazione di carro armato pubblicato da Ocean Software nel 1990 per Amiga, Atari ST e MS-DOS e nel 1991 per Commodore 64, ZX Spectrum e Amstrad CPC. L'ambientazione e il modello di carro armato sono immaginari.
La stampa dell'epoca generalmente giudicò il gioco un simulatore non particolarmente complesso e orientato allo sparatutto, con valutazioni piuttosto buone. Computer and Video Games lo considera un successore di Carrier Command (1988), dello stesso sviluppatore Realtime Games.

## Trama
Il giocatore controlla un Mauler (traducibile come "picchiatore"), un modello di carro armato all'avanguardia, in una realtà alternativa dilaniata da una grande guerra tra Nord e Sud e situata in un prossimo futuro, ma tecnologicamente non molto diversa dal mondo reale.

## Modalità di gioco
Si controlla un Mauler solitario, depositato da un elicottero nel mezzo del territorio nemico, per compiere diverse missioni di incursione, che vanno dalla semplice eliminazione di veicoli e installazioni nemiche alle più complesse missioni di salvataggio e di scorta. La visuale è in prima persona, dall'interno del Mauler, su un paesaggio tridimensionale pianeggiante. Sono presenti colline e altri ostacoli naturali e artificiali, ma l'area di movimento è piatta e la torretta non è orientabile, ossia il carro spara solo nella direzione in cui avanza.
Durante l'azione, in ogni momento si può passare dal controllo di un puntatore del mouse (o altra periferica), per selezionare funzioni sul cruscotto del mezzo, alla guida diretta del mezzo, relativamente semplice e in stile arcade; diverse riviste paragonarono l'azione di combattimento a quella di Battlezone.
Il giocatore può selezionare quattro equipaggiamenti all'inizio della missione, tra cannone, vari tipi di missili, mortaio e dispositivi di difesa, tenendo conto del peso complessivo. Dispone inoltre di binocolo, visore posteriore e visore notturno. Su Amiga/ST sono possibili anche visuali in terza persona. Sul cruscotto è sempre disponibile uno schermo radar che mostra la posizione dei nemici e anche dei proiettili. Altre schermate accessibili durante la missione sono la mappa, il rapporto danni e la visuale dal punto di vista dei missili guidati.